# Alfabeto shaviano

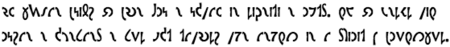
Texto escrito en shaviano. Traducción: Todos los seres humanos nacen libres e iguales en dignidad y en derechos. Dotados de razón y conciencia, Y deben actuar los unos a los otros con espíritu de fraternidad..

El alfabeto shaviano es un alfabeto diseñado por Ronald Kingsley Read para el idioma inglés. Lleva el nombre de George Bernard Shaw, quien pensaba que el uso del alfabeto latino para escribir en inglés era una gran pérdida de tiempo, energía y papel, por lo que en su testamento estipulaba que se celebrara un concurso para crear un nuevo sistema de escritura para el inglés con un premio de 500 libras esterlinas para el ganador. El concurso tuvo lugar en 1958 y el sistema de Ronald Kingsley Read fue elegido como el ganador, de entre las 467 entradas. 
Con parte de los fondos de su testamento se publicó su obra teatral Androcles y el león (Androcles and the Lion, estrenada inicialmente en 1913) en este alfabeto. Pocos textos se imprimieron, y tuvo una recepción mayoritariamente indiferente, y el alfabeto, que se conoció como shaviano, nunca fue considerado seriamente como una alternativa para escribir en inglés.

## El alfabeto shaviano
El alfabeto shaviano está formado por las siguientes letras: 
| Height   |       |       |      |      |       |      |         |        |      |       |
| -------- | ----- | ----- | ---- | ---- | ----- | ---- | ------- | ------ | ---- | ----- |
| Tall     | 𐑐     | 𐑑     | 𐑒    | 𐑓    | 𐑔     | 𐑕    | 𐑖       | 𐑗      | 𐑘    | 𐑙     |
| Name     | Peep  | Tot   | Kick | Fee  | Thigh | So   | Sure    | Church | Yea  | Hung  |
| IPA      | /p/   | /t/   | /k/  | /f/  | /θ/   | /s/  | /ʃ/     | /t͡ʃ/   | /j/  | /ŋ/   |
| Deep     | 𐑚     | 𐑛     | 𐑜    | 𐑝    | 𐑞     | 𐑟    | 𐑠       | 𐑡      | 𐑢    | 𐑣     |
| Name     | Bib   | Dead  | Gag  | Vow  | They  | Zoo  | Measure | Judge  | Woe  | Ha-ha |
| IPA      | /b/   | /d/   | /g/  | /v/  | /ð/   | /z/  | /ʒ/     | /d͡ʒ/   | /w/  | /h/   |
| Short    | 𐑤     | 𐑥     | 𐑦    | 𐑧    | 𐑨     | 𐑩    | 𐑪       | 𐑫      | 𐑬    | 𐑭     |
| Name     | Loll  | Mime  | If   | Egg  | Ash   | Ado  | On      | Wool   | Out  | Ah    |
| IPA      | /l/   | /m/   | /ɪ/  | /e/  | /æ/   | /ə/  | /ɒ/     | /ʊ/    | /aʊ/ | /ɑ:/  |
| Short    | 𐑮     | 𐑯     | 𐑰    | 𐑱    | 𐑲     | 𐑳    | 𐑴       | 𐑵      | 𐑶    | 𐑷     |
| Name     | Roar  | Nun   | Eat  | Age  | Ice   | Up   | Oak     | Ooze   | Oil  | Awe   |
| IPA      | /ɹ/   | /n/   | /i:/ | /eɪ/ | /aɪ/  | /ʌ/  | /əʊ/    | /u:/   | /ɔɪ/ | /ɔ:/  |
| Compound | 𐑸     | 𐑹     | 𐑺    | 𐑻    | 𐑼     | 𐑽    | 𐑾       | 𐑿      |      |       |
| Name     | Are   | Or    | Air  | Err  | Array | Ear  | Ian     | Yew    |      |       |
| IPA      | /ɑ:r/ | /ɔ:r/ | /eɚ/ | /ɝ:/ | /ɚ/   | /ɪɚ/ | /i:ə/   | /ju:/  |      |       |